# Rolls-Royce Vulture
El Rolls Royce Vulture fue un motor aeronáutico de la época de la Segunda Guerra Mundial. Usaba una inusual configuración en "X24", en la que un par de motores V12 Rolls Royce Peregrine estaban unidos con un cigüeñal en común. El motor estaba diseñado originalmente para producir alrededor de 1750 hp, pero presentaba continuos problemas: tanto el Vulture como con el Peregrine, sólo entregaban alrededor de 1450 -1550 hp en funcionamiento. A pesar de que varios nuevos diseños de aviones tenían planeado usar el Vulture, los trabajos en el diseño del motor finalizaron en 1941, y Rolls Royce se concentró en el más exitoso motor Merlin. Otro motor producido con el mismo criterio, el Napier Sabre, probó ser más confiable luego de un largo periodo de diseño.

## Diseño y desarrollo

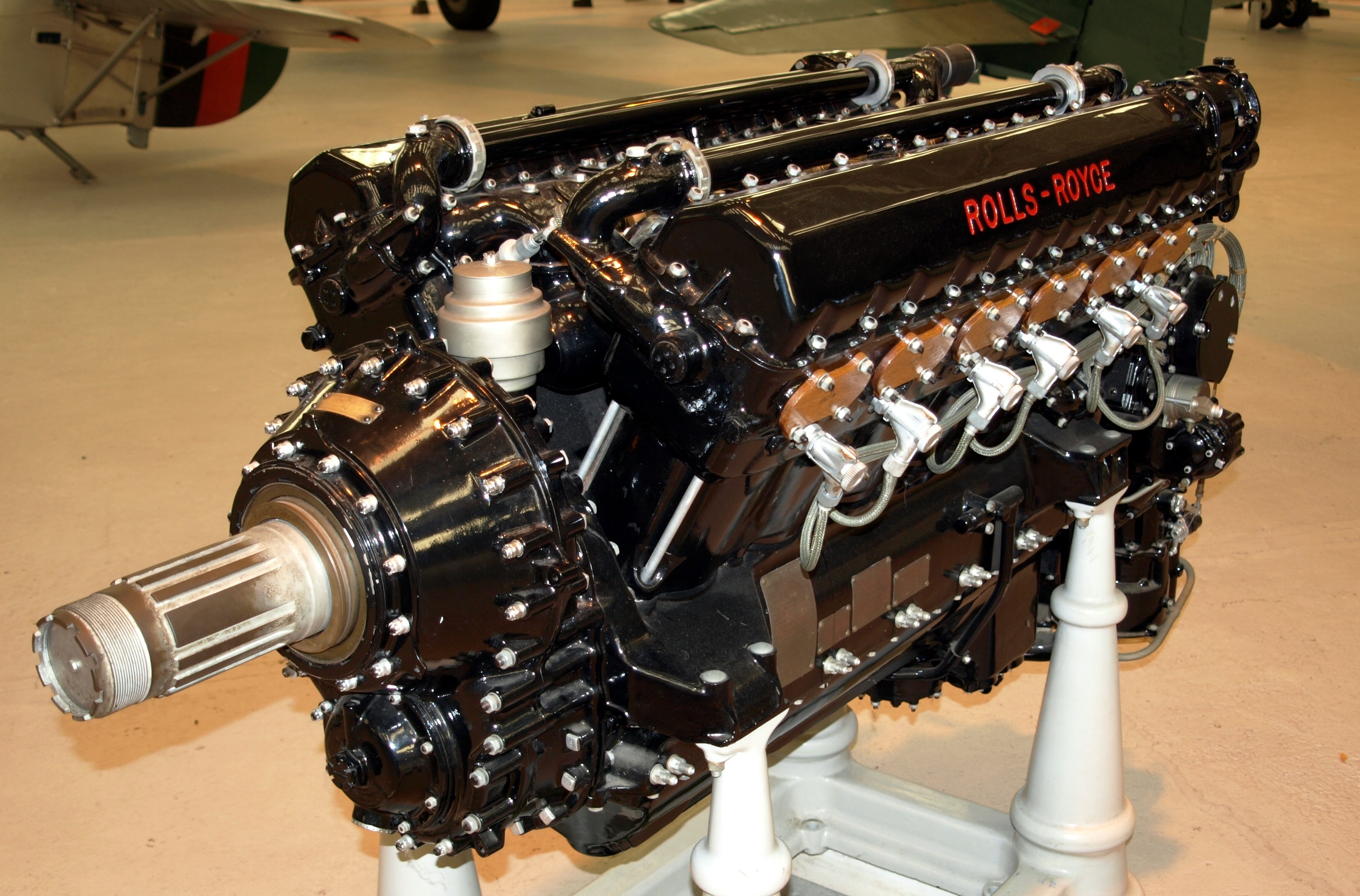
Motor Rolls-Royce Kestrel XVI (Royal Air Force Museum, Cosford)

El Rolls Royce Peregrine, un motor Kestrel con compresor, era un diseño estándar con dos bancos de cilindros acomodados en forma de V y una cilindrada de 21,2 litros. El Vulture era, básicamente, dos Peregrine unidos por el cigüeñal, produciendo un motor X con una cilindrada de 42,5 litros.
Los dos motores tuvieron un periodo de desarrollo muy corto y la confiabilidad era muy pobre. Además de entregar menos potencia que la diseñada, el Vulture sufrió frecuentes problemas en los cojinetes de las bielas, lo que causaba fallas por falta de lubricación, además de otros problemas en la disipación de calor. Rolls-Royce inicialmente confiaba en poder resolver los problemas, sin embargo, otro motor de la compañía, el Merlin, mucho más pequeño, ya había alcanzado el mismo nivel de potencia que la especificación original del Vulture, y la producción de éste terminó después de haber construido solo 538 unidades

## Aplicaciones

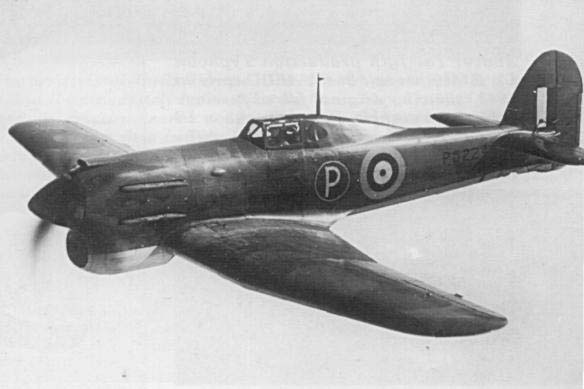
Prototipo del Hawker Tornado con motor Vulture.

El Vulture estaba destinado a equipar el interceptor Hawker Tornado, pero con la cancelación del desarrollo del Vulture, Hawker abandonó el Tornado y se concentró en el Hawker Typhoon que estaba equipado con el Napier Sabre. Asimismo, se abandonó el proyecto para la versión equipada con Vulture del bombardero Vickers Warwick.
El único avión diseñado para el Vulture que entró en producción fue el bimotor Avro Manchester. Cuando los problemas de confiabilidad quedaron claros, el equipo de Avro persuadió al Air Ministry para cambiar a la versión de cuatro motores Merlin del Manchester, el cual había sido creado como un plan de contingencia, y era preferible a readaptar las fábricas de Avro para producir el Handley Page Halifax. El avión resultante fue llamado inicialmente Manchester Mark III y luego renombrado como Lancaster, siendo un gran éxito como bombardero pesado insignia de la RAF.

### Lista de aplicaciones
- Avro Manchester
- Blackburn B-20
- Hawker Henley[2]
- Hawker Tornado
- Vickers Warwick

## Epecificaciones (Vulture V)
Datos de: Lumsden
- Tipo: Motor de pistones comprimido, enfriado por líquido, de 24 cilindros en X a 90°
- Diámetro: 127 mm
- Carrera: 139,7 mm
- Cilindrada: 42 470 cc
- Válvulas: Árbol de levas a la cabeza
- Compresor: centrífugo, de dos velocidades
- Alimentación: carburador S.U. de tiro vertical
- Sistema de enfriamiento: por líquido, 70 % agua/30 % etilenglicol
- Potencia: 1780 hp a 2850 rpm, presión de admisión mayor a 0,42 bares
- Compresión=6:1